# روبرت باتلر (مخرج)
روبرت باتلر (بالإنجليزية: Robert Butler)‏ هو منتج أفلام ومخرج أمريكي، ولد في 17 نوفمبر 1927 في لوس أنجلوس في الولايات المتحدة.

## وصلات خارجية
- روبرت باتلر على موقع IMDb (الإنجليزية)
- روبرت باتلر على موقع ألو سيني (الفرنسية)
- روبرت باتلر على موقع أول موفي (الإنجليزية)
- روبرت باتلر على موقع قاعدة بيانات الأفلام السويدية (السويدية)
- روبرت باتلر على موقع قاعدة بيانات الفيلم (الإنجليزية)
- روبرت باتلر على موقع كينوبويسك (الروسية)